# Animated Portable Network Graphics
APNG (zkratka slov Animated Portable Network Graphics) je grafický formát rozšířující formát PNG o podporu animací. Je navržen Stuartem Parmenterem a Vladimirem Vukicevicem a umožňuje animovat obrázky obdobně, jako to zvládá formát GIF při zachování zpětné kompatibility s neanimovanými PNG soubory. Většina zařízení, která jsou schopna zobrazit PNG obrázek, jsou schopna pracovat s APNG s tím, že zobrazí pouze první obrázek animace.
Tento formát byl v roce 2004 navržen vývojáři Mozilly Stuartem Parmenterem a Vladimirem Vukicevicem. Jeho standardizace však byla zamítnuta. Andrew Smith, který jej do Mozilly implementoval, přidal jeho podporu i do knihovny libpng, takže ho mohou snadno začít používat i ostatní aplikace.
14. září 2007 byla podpora pro APNG přidána do „post-alpha“ verze prohlížeče Opera 9.5.

## Alternativy
Alternativou k APNG je MNG. Výhody APNG spočívají v menší velikosti knihovny a zpětné kompatibilitě se staršími PNG implementacemi.